# Arrondissement de Montbard
L'arrondissement de Montbard est une division administrative française située dans le département de la Côte-d'Or, en région Bourgogne-Franche-Comté.

## Composition
| N° | Canton              | Nombre de communes | Population (2022) |
| -- | ------------------- | ------------------ | ----------------- |
| 5  | Châtillon-sur-Seine | 107                | 19 533            |
| 19 | Montbard            | 57                 | 17 496            |
| 22 | Semur-en-Auxois     | 88                 | 20 829            |
|    |                     | 252                | 57 858            |

### Découpage communal depuis 2015
Depuis 2015, le nombre de communes des arrondissements varie chaque année soit du fait du redécoupage cantonal de 2014 qui a conduit à l'ajustement de périmètres de certains arrondissements, soit à la suite de la création de communes nouvelles. Le nombre de communes de l'arrondissement de Montbard est ainsi de 253 en 2015 et 252 en 2019.
Au 1er janvier 2024, l'arrondissement groupe les 252 communes suivantes :
1. Aignay-le-Duc
2. Aisey-sur-Seine
3. Aisy-sous-Thil
4. Alise-Sainte-Reine
5. Ampilly-les-Bordes
6. Ampilly-le-Sec
7. Arnay-sous-Vitteaux
8. Arrans
9. Asnières-en-Montagne
10. Athie
11. Autricourt
12. Avosnes
13. Baigneux-les-Juifs
14. Balot
15. Bard-lès-Époisses
16. Beaulieu
17. Beaunotte
18. Belan-sur-Ource
19. Bellenod-sur-Seine
20. Beneuvre
21. Benoisey
22. Beurizot
23. Billy-lès-Chanceaux
24. Bissey-la-Côte
25. Bissey-la-Pierre
26. Boudreville
27. Bouix
28. Boussey
29. Boux-sous-Salmaise
30. Brain
31. Braux
32. Brémur-et-Vaurois
33. Brianny
34. Brion-sur-Ource
35. Buffon
36. Buncey
37. Bure-les-Templiers
38. Busseaut
39. Bussy-le-Grand
40. Buxerolles
41. Cérilly
42. Chambain
43. Chamesson
44. Champ-d'Oiseau
45. Champeau-en-Morvan
46. Champrenault
47. Channay
48. Charencey
49. Charigny
50. Charny
51. Charrey-sur-Seine
52. Chassey
53. Châtillon-sur-Seine
54. Chaugey
55. La Chaume
56. Chaume-lès-Baigneux
57. Chaumont-le-Bois
58. Chemin-d'Aisey
59. Chevannay
60. Clamerey
61. Corpoyer-la-Chapelle
62. Corrombles
63. Corsaint
64. Coulmier-le-Sec
65. Courban
66. Courcelles-Frémoy
67. Courcelles-lès-Montbard
68. Courcelles-lès-Semur
69. Crépand
70. Dampierre-en-Montagne
71. Darcey
72. Dompierre-en-Morvan
73. Duesme
74. Échalot
75. Époisses
76. Éringes
77. Essarois
78. Étais
79. Étalante
80. Étormay
81. Étrochey
82. Fain-lès-Montbard
83. Fain-lès-Moutiers
84. Faverolles-lès-Lucey
85. Flavigny-sur-Ozerain
86. Fontaines-en-Duesmois
87. Fontaines-les-Sèches
88. Fontangy
89. Forléans
90. Fresnes
91. Frôlois
92. Genay
93. Gevrolles
94. Gissey-le-Vieil
95. Gissey-sous-Flavigny
96. Gomméville
97. Les Goulles
98. Grancey-sur-Ource
99. Grésigny-Sainte-Reine
100. Grignon
101. Griselles
102. Gurgy-la-Ville
103. Gurgy-le-Château
104. Hauteroche
105. Jailly-les-Moulins
106. Jeux-lès-Bard
107. Jours-lès-Baigneux
108. Juillenay
109. Juilly
110. Lacour-d'Arcenay
111. Laignes
112. Lantilly
113. Larrey
114. Leuglay
115. Lignerolles
116. Louesme
117. Lucenay-le-Duc
118. Lucey
119. Magny-Lambert
120. Magny-la-Ville
121. Maisey-le-Duc
122. Marcellois
123. Marcenay
124. Marcigny-sous-Thil
125. Marcilly-et-Dracy
126. Marigny-le-Cahouët
127. Marmagne
128. Massingy
129. Massingy-lès-Semur
130. Massingy-lès-Vitteaux
131. Mauvilly
132. Menesble
133. Ménétreux-le-Pitois
134. Meulson
135. Millery
136. Minot
137. Missery
138. Moitron
139. Molesme
140. Molphey
141. Montbard
142. Montberthault
143. Montigny-Montfort
144. Montigny-Saint-Barthélemy
145. Montigny-sur-Armançon
146. Montigny-sur-Aube
147. Montlay-en-Auxois
148. Montliot-et-Courcelles
149. Montmoyen
150. Mosson
151. La Motte-Ternant
152. Moutiers-Saint-Jean
153. Mussy-la-Fosse
154. Nan-sous-Thil
155. Nesle-et-Massoult
156. Nicey
157. Nod-sur-Seine
158. Nogent-lès-Montbard
159. Noidan
160. Noiron-sur-Seine
161. Normier
162. Obtrée
163. Oigny
164. Origny
165. Orret
166. Planay
167. Poinçon-lès-Larrey
168. Poiseul-la-Ville-et-Laperrière
169. Pont-et-Massène
170. Posanges
171. Pothières
172. Pouillenay
173. Précy-sous-Thil
174. Prusly-sur-Ource
175. Puits
176. Quemigny-sur-Seine
177. Quincerot
178. Quincy-le-Vicomte
179. Recey-sur-Ource
180. Riel-les-Eaux
181. La Roche-en-Brenil
182. Rochefort-sur-Brévon
183. La Roche-Vanneau
184. Roilly
185. Rougemont
186. Rouvray
187. Saffres
188. Saint-Andeux
189. Saint-Broing-les-Moines
190. Sainte-Colombe-en-Auxois
191. Sainte-Colombe-sur-Seine
192. Saint-Didier
193. Saint-Euphrône
194. Saint-Germain-de-Modéon
195. Saint-Germain-le-Rocheux
196. Saint-Germain-lès-Senailly
197. Saint-Hélier
198. Saint-Marc-sur-Seine
199. Saint-Mesmin
200. Saint-Rémy
201. Saint-Thibault
202. Salmaise
203. Saulieu
204. Savoisy
205. Seigny
206. Semond
207. Semur-en-Auxois
208. Senailly
209. Sincey-lès-Rouvray
210. Souhey
211. Source-Seine
212. Soussey-sur-Brionne
213. Terrefondrée
214. Thenissey
215. Thoires
216. Thoisy-la-Berchère
217. Thorey-sous-Charny
218. Thoste
219. Torcy-et-Pouligny
220. Touillon
221. Toutry
222. Uncey-le-Franc
223. Le Val-Larrey
224. Vannaire
225. Vanvey
226. Velogny
227. Venarey-les-Laumes
228. Verdonnet
229. Verrey-sous-Salmaise
230. Vertault
231. Vesvres
232. Veuxhaulles-sur-Aube
233. Vic-de-Chassenay
234. Vic-sous-Thil
235. Vieux-Château
236. Villaines-en-Duesmois
237. Villaines-les-Prévôtes
238. Villargoix
239. Villars-et-Villenotte
240. Villeberny
241. Villedieu
242. Villeferry
243. La Villeneuve-les-Convers
244. Villeneuve-sous-Charigny
245. Villers-Patras
246. Villiers-le-Duc
247. Villotte-sur-Ource
248. Villy-en-Auxois
249. Viserny
250. Vitteaux
251. Vix
252. Voulaines-les-Templiers

## Démographie
En 2022, l'arrondissement comptait 57 858 habitants.
| 1968   | 1975   | 1982   | 1990   | 1999   | 2006   | 2011   | 2016   | 2021   |
| ------ | ------ | ------ | ------ | ------ | ------ | ------ | ------ | ------ |
| 73 222 | 70 073 | 69 494 | 67 031 | 64 176 | 62 395 | 61 534 | 60 074 | 57 974 |

| 2022   | - | - | - | - | - | - | - | - |
| ------ | - | - | - | - | - | - | - | - |
| 57 858 | - | - | - | - | - | - | - | - |